# Nidaliopsis violacea
Nidaliopsis violacea is een zachte koraalsoort uit de familie Nidaliidae. De koraalsoort komt uit het geslacht Nidaliopsis. Nidaliopsis violacea werd in 1955 voor het eerst wetenschappelijk beschreven door Tixier-Durivault. 